# Estipouy
Estipouy település Franciaországban, Gers megyében. Lakosainak száma 206 fő (2022. január 1.). Estipouy L’Isle-de-Noé, Mirande, Montesquiou és Mouchès községekkel határos.

## Népesség
A település népességének változása:
| Lakosok száma | 172  | 133  | 150  | 192  | 208  | 212  | 208  | 204  | 207  | 206  |
|               | 1968 | 1982 | 1990 | 2006 | 2013 | 2015 | 2017 | 2019 | 2020 | 2022 |